# Guerra arabo-israeliana de 1948
La guerra arabo-israeliana de 1948, coneguda pels israelians com la Guerra de la Independència (en hebreu מלחמת העצמאות, Milhemet ha-Atsmaüt) o Guerra de l'alliberament (מלחמת השחרור, Milhemet ha-Xihrur) i pels àrabs com la Catastròfe (en àrab النكبة, al-Nakba), va ser la primera d'una sèrie de guerres entre l'estat d'Israel i els seus veïns àrabs en el període de la declaració d'independència d'Israel i, per tant, de formació de l'estat israelià, en el marc del llarg conflicte araboisraelià.

## Antecedents
El 1922 la població de Palestina constava aproximadament de 589.200 musulmans, 83.800 jueus, 71.500 cristians i 7.600 d'altres ètnies (al cens de 1922). Gradualment, hi va haver l'entrada d'un gran nombre de jueus, la majoria fugint de la seva persecució a Europa (pel nazisme i el feixisme). Aquests immigrants desitjaven un estat israelià en contra del que opinava la població àrab local.

## La guerra
La guerra va començar quan es va acabar el mandat britànic de Palestina a mitjan maig de 1948, seguint una fase prèvia de 1947-1948 coneguda com la "guerra civil del mandat britànic de Palestina". Després que els àrabs refusessin el pla de partició de 1947 decretat per l'Assemblea General de l'ONU en la resolució 181, que hauria creat dos estats contigus (un de jueu i un altre d'àrab), cinc estats àrabs van envair el territori que abans formava el mandat britànic de Palestina.
Egipte, l'Iraq, Jordània, el Líban i Síria atacaren l'estat d'Israel, i també hi va haver combats a la península del Sinaí i al sud del Líban. Per part d'Israel, va combatre l'exèrcit regular d'Israel comandat pel president de l'Estat, Ben Gurion, i les forces paramilitars israelianes (Haganà, Irgun, Lehí, Palmah i Mahal). Per part dels àrabs, a més dels exèrcits regulars dels cinc països atacants, també van participar en la guerra forces militars palestines. El nombre de soldats de cada bàndol era el mateix (uns 100.000 cadascun)

## Conseqüències
La guerra va concloure amb l'armistici de 1949, però no va marcar el final del conflicte araboisraelià.
Després de l'armistici de 1949, pel fet de ser Israel el guanyador de la guerra, les fronteres de l'estat d'Israel van augmentar un 18% respecte a la partició proposada per l'ONU. La franja de Gaza i Cisjordània van ser ocupades per Egipte i Jordània respectivament.
Israel va perdre aproximadament un 1% de la seva població durant la guerra (6.373 persones), dels quals uns 4.000 eren soldats i la resta civils. S'estima que d'àrabs en moriren entre 8.000 i 15.000.

## Mapes
- Operació AYIN del 22 de desembre de 1948 a 7 de gener de 1949